# Tanimuka
Tanimuka (Tanimuca), pleme američkih Indijanaca porodice tucanoan s rijeke Apaporis i duž donjeg toka Caquete u južnokolumbijskom departmanu Amazonas.
Tanimuke ovore jezikom Tanimuca-Retuarã koji pripada zapadnoj skupini tukano jezika i su jezično srodni plemenima Retuara i Yahúna.
Do 20. stoljeća imali su malo kontakata s Europljanima. U 17. stoljeću Isusovci su osnovali misije među njima ali je sredinom 18. stoljeća došlo do pobune, čime je misionarski rat okončan. napori da ih se opet preobrati na kršćanstvo započeli su 1914. dolaskom katoličkih misionara, a nakon Drugog svjetskog rata to su pokušali i protestantski misionari.
U današnje vrijeme Tanimuke žive od ribolova i uzgoja i prodaje manioke, pa su postalui ovisni o uvoznim proizvodima, kao što su udice, sačmarice i mačete, a neki od njih doselili su se u meleski gradić La Pedrera gdje su podložni društvenoj dezintegraciji i postali ovisni o radu za plaću.

## Privreda
Njihova tipična kultura je gorka manioka koja najbolje uspjeva na njihovom plemenskom području koje nema toliko izraženo kišno i sušno razdoblje, pa se sadi u bilo koe doba godine, a ubire se osam mjeseci kasnije. Uz manioku sade i nešto kukuruza, duhan, slatki krumpir, bananu, koku, čili-papričice, ananas, mango, šećernu trsku i pupunha-palmu  (Bactris gasipaes). Nakon jedne ili dvije godine prisiljeni su se odseliti dalje i ostaviti zemlju na ugaru, no kroz to vrijeme zasašeno voće i dalje daje plodove, dok žene koje se bave uzgojem manioke, imaju više polja u različitim fazama proizvodnje tako da manioke imaju preko cijele godine. Uz obradu zemlje Tanimuke se bave i lovom (sa psima) i ribolovom. 
Lov i ribolov su od manjeg značaja, ali je ribolov glavno muško zanimanje. Ribolov je najzastupljeniji u sušnijem razdoblju kada su rijeke niskog vodostaja, pa se tada koriste ribljim otrovima. ostale tehnike ribolova su luk i strijela, ručne mreže kao i učelična udica s povrazom u novije vrijeme. Najuspješbiji način je gradnja fiksnih brana ali ona zahtijebva i značajnija ulaganja kao i njihovo održavanje.  Riba se obično kuha s čilijem, ali je priređuju na roštilju ili je dime. Od manioe se proizvodi i domorodačka varijanta pive koja se konzumira u svečenim prilikama i na društvenim okupljanjima.
Žene se osim povtrtlarstva bave i sakupljanjem šumskih plodova i kukaca, te kopanjem korijenja. 

## Naselje i kuća
Naselja se obično sstoje od jedne multiobiteljske (kolektivne) kuće izgrađena na kružnoj osnovi, promjera 16-20 metara i stožastog krova. Gornji dio krova ima dva trokutasta otvora u smjeru istok-zapad. Ti otvori astronomskog su značaja. Svjetlost koja prolazi kroz otvore kreće se po unutrašnjosti kuće i piput sunčanog sata obilježava doba dana. Godišnja doba su također označeni, jer sunce ljeti kreće prema jugu a zraka se kreće prema sjevernom zidu kuće interijera, dočim zimi ide prema jugu.
Položaj zvijezda također se primijeti dok se kreću preko otvora na krovu, a svoja astronomska opažanja i znanja koriste za izračunavanje nadolazećih svečanosti u godišnjem ciklusu.
Središte kuće smatra se sveti i mjesto gdje se obavljaju svakodnevne aktivnosti, a okružuje ga javni prostor za obrede. Obitelj isu smještene na periferiji nastambe, to je domaći prostor za kuhanje, jelo i spavanje. Svaka obitelj ima svoje mjesto
Gradnja kuće može potrajati nekoliko mjeseci zbog vremena potrebnog za sakupljanje materijala, ddebla za podupiranje ikrovnih stupova, kao i izrada oko 500 snopove slamae za pokrivanje. 
Kuća traje tri do pet godina, prosječno vrijeme iscrpljivanja vrta u blizini, a potom se obnovlja na novoj lokaciji, obično nedaleko od bivše kuće. 

## Brak
Tanimuke su uglavnom monogamni, ali čelnici komunalnih kuća mogu imati nekoliko žena. iako svaki čovjek može oženiti bilo koju ženu iz svoje generacije osim svojih sestara i bilateralnim paralelnih rođaka, razmjene sestara u braku su poželjne, a bilateralni križani rođaci imaju prednost u biranju bračnog partnera. 

## Nošnja
Prihje kontakta Tanimuka-žene nisu nosile odjeću nego su se bojale raskošnim dizajnima. muškarci su nosili pregaće izrađene od korte drveta (takozvana tapa). U vrijeme svečanosti, kako prije, tako i danas, noose se ukrasi za glavu izrađenih od raznobojnog perja, kao i ogrlice od životinjskih zubiju i maske od kore drveta koje predstavljaju duhove prirode.

## Razni običaji
žena je u društvu tanimuka obrađivačica tla, skupljačica bilja ali pronalazi vremena i za izradu keramike. Muškarac gradi kuće i kanue, bavi se ribolovom i izrađuje glazbene intrumente i većinu kućanskog alata. U prošlosti su često ratovali, a razlog su bili ili osveta ili zbog hvatanja žena i djece za robove. Ubijenog neprijatelja tanici bi pojeli na kanibalskoj svečanosti kako bi se proslavila pobjeda.
Koncepcija svijeta kod Tanimuka ogleda se u muiltiobiteljskoj kući. Tako razine krova predstavljaju šest razina gornjeg svijeta, a četiri središnje podupore su četiri kulturna heroja ili duha, "vlasnici" četiri elementa: zrak, voda, šuma i zemlja. Za Tanimuka, godina započinje s rujanskim ekvinocijem. 
Ceremonije održavaju da se otjerala zima i dočekala sezona plodnosti, poljoprivrede i ribarstva. Od prosinca do veljače održvaju se chontaduro plesovi. Više od dvadeset muškaraca pleše četrdeset osam sati, a predstavljaju različite životinje i simboliziraju dominantne društvene napetosti. Na ekvinocij u ožujku, dolaze Yurupari obredi sazivanja zimskog lova, ribolova i okupljanja.